# Daniela Igliozzi
Daniela Igliozzi (Pontecorvo, 16 maggio 1943) è un'attrice e doppiatrice italiana.
È la vedova del doppiatore Armando Bandini.

## Doppiaggio

### Film
- Jamie Lee Curtis in Il signore della morte (Laurie Strode)

### Telefilm
- Yoko Kirika in I guerrieri ninja (O-Ume)
- Naomi Hase in I guerrieri ninja (O-Kiri)
- Narita Mikio in I guerrieri ninja (Ooka)

### Soap opera e telenovelas
- Baby Garroux in La figlia del silenzio (Laura)

### Cartoni animati
- Rosaura (Laura Regina)
- Mighty Mightor (Sheera)

## Filmografia

### Cinema
- Divorzio all'italiana, regia di Pietro Germi (1961)
- Giorno per giorno disperatamente, regia di Alfredo Giannetti (1961)
- Duello nella Sila, regia di Umberto Lenzi (1962)
- Anima nera, regia di Roberto Rossellini (1962)
- Il trionfo di Robin Hood, regia di Umberto Lenzi (1962)
- Totò contro Maciste, regia di Fernando Cerchio (1962)
- Mare matto, regia di Renato Castellani (1963)
- Maciste nell'inferno di Gengis Khan, regia di Domenico Paolella (1964)
- Michelino Cucchiarella, regia di Tiziano Longo (1964)
- La danza delle ore, episodio di Io uccido, tu uccidi, regia di Gianni Puccini (1965)
- Caccia alla volpe, regia di Vittorio De Sica (1966)
- 1000 dollari sul nero, regia di Alberto Cardone (1966)
- Dio non paga il sabato, regia di Tanio Boccia (1967)
- Una casa in bilico, regia di Antonietta De Lillo e Giorgio Magliulo (1986)
- Gli invisibili, regia di Pasquale Squitieri (1988)

### Televisione
- Le inchieste del commissario Maigret – serie TV, episodio Non si uccidono i poveri diavoli (1966)
- Il dono di Nicholas, regia di Robert Markowitz – film TV (1998)
- Rocco Schiavone  – serie TV, episodio 1x02 e 3x04 (2016-2019)

## Pubblicazioni
- Tin Hinan. Regina del deserto immigrata, LFA Publisher, ISBN 9788833430645.